# Hopea samarensis
Hopea samarensis är en tvåhjärtbladig växtart som beskrevs av H.G. Gutierrez. Hopea samarensis ingår i släktet Hopea och familjen Dipterocarpaceae. Inga underarter finns listade i Catalogue of Life.